# Carex lausii
Carex lausii là một loài thực vật có hoa trong họ Cói. Loài này được Podp. mô tả khoa học đầu tiên năm 1907 publ. 1908.